# Србски родољубац (магазин)
Србски родољубац (магазин) је издат само у облику једне свеске Год 1, част 1, 1832. године у Пешти.

## Издавач
Уредник Србског родољупца (немачки наслов "Der Serbische Patriot") је био Василије З. Чокрљан. Издавач: Кр. Всеучилиште Пештанско. Алманах је штампан ћирилицом на стр. VIII+160+12.

## О алманаху
Алманах не садржи календарски део, а састоји се из следећих одељака: "Место предговора", I "Прозаическа сочиненија", 
II "Поетическа сочиненија", III "Писма учени Србаља". Најзначајнији је по прилозима сатиричног карактера, нарочито по сатиричним и полемичким написима о српским кљижевним приликама. Два прилога у Родољубцу објавио је и Јован Стерија Поповић, а као приложници присутни су били и Лукијан Мушицки и Сава Мркаљ.
Питање језика и правописа није дефинисало положај и став Родољупца, с обзиром на објављивање прилога присталица старе школе, али и писање ијекавицом и Вуковом азбуком и изражене симпатизере Вука Караџића; као да је магазин између старог и новог, али са изразитом тежњом ка новом.
Бројни су претплатници магазина из Србије, Угарске, Хрватске, Трста, Македоније, међу којима је и Јеврем Обреновић, Сава Милутиновић, Димитрије Тирол, Вук Караџић, Јован Стејић, Јан Колар и др.

## Сарадници
Главни сарадници су уредник Василије З. Чокрљан и Побратић (псеудоним Александра Будимировића), а поред њих, ту је Јован Стерија Поповић, са два прилога, као и Лукијан Мушицки и Сава Мркаљ.